# Иван Асен II
Ива̀н Асѐн II, в историографията срещан също като Иван II Асен, рядко като Йоан Асен II или Йоан II Асен, е цар на България от 1218 г. до 1241 г. Син е на цар Иван Асен I. Смятан е за най-бележитата личност сред множеството членове на фамилията Асеневци, а царуването му – за най-блестящата епоха от развитието на Второто българско царство.

## Ранни години
Иван, заедно с по-малкия си брат Александър, e роден от брака на цар Иван Асен I и царица Елена, някъде в края на XII в. В хрониката на Георги Акрополит се споменава, че към 1196 – 7 след убийството на неговия баща цар Асен и възкачването на Калоян на престола, Иван Асен е бил още дете: 
„След като изминали девет години, откак управлявал като цар българския народ, Асен бил убит от първия си братовчед Иванко, който веднага избягал. Станал цар на народа брат му Йоан, тъй като българите не пожелали да възкачат на престола Петър. А синът на Асен - Иван - бил още дете.“

### Изгнание
Според Георги Акрополит, братята Иван и Александър бягат от българското царство след убийството на Калоян през 1207, когато на престола се възкачва цар Борил. През цялото управление на Борил (от 1207 до 1218) те се намират в изгнание сред княжествата на вече раздробената Киевска Рус, най-вероятно в Галичкото княжество.

### Възкачване на престола
През 1217 г., след 10-годишно изгнание, Иван Асен II се завръща в България с дружина руски наемници, вероятно бродници, за да си върне бащиното наследство – българския царски престол. Според източниците той се придвижва с хиляда лодки, вероятно по течението на Сирет, Прут или Днестър, а след това нагоре по Дунав. Цар Борил своевременно се укрепява в Търново, но след 7-месечна обсада, столицата е превзета, а узурпаторът Борил е свален от трона и ослепен. През пролетта на 1218 г. за цар на българите е провъзгласен Иван Асен II.

## Управление
При неговото царуване границите на България отново достигат до три морета. Иван Асен II е известен с добре премислените династически бракове, които укрепват държавата политически и осигуряват териториални разширения.

### Вътрешна политика
С възкачването на престола на Иван Асен II вътрешните междуособици в България затихват. Болярите се нуждаят от силна централна власт, за да се борят успешно срещу външните противници, които по времето на Борил успяват да откъснат и феодализират големи територии от страната. Преустановени са и продължителните войни. Всичко това се отразява благоприятно върху цялостния живот в царството. Настъпва време на подем в икономиката и културата. За разлика от Борил новият владетел проявява търпимост и не преследва еретиците (в частност богомилите). В съответствие със започнатата миролюбива политика Иван Асен II установява приятелски отношения с унгарците – жени се за Анна-Мария, дъщеря на унгарския крал Андраш II (1204 – 1235 г.) и получава Белградската и Браничевската област, които българите губят по времето на Борил. Добросъседски отношения се установяват и с епирския владетел Теодор Комнин.
Добри са отношенията на българската държава и с латинците, които по това време се намират в твърде тежко положение, заобиколени от всички страни с врагове. Мирът се поддържа и на западната граница със сърбите.

### Външна политика

#### Битката при Клокотница
В началото на XIII век се очертават два важни центъра на съпротива срещу латинските завоеватели: Никейската империя (претендираща за пряк наследник на Византия) в Мала Азия и Епирската държава на Балканския полуостров. Създаването им е в резултат преди всичко на борбата на византийците срещу латинското нашествие и на тяхната решимост да отхвърлят чуждото господство – обстоятелство, което е умело използвано от византийската аристокрация. Положителна роля за укрепването на двете държави изиграва българо-латинската война от 1205 – 1207 г. Поражението на Балдуин I Фландърски при Одрин и на Бонифаций Монфератски в Родопските теснини близо до Мосинопол отслабват значително боеспособността на латинската войска.
При Теодор Комнин (1215 – 1230) Епирското деспотство постига за кратко време големи териториални придобивки. В пределите му са включени Средна и Северна Македония и Албания. През 1224 г. Теодор Комнин напада и успява да превземе Солун. С освобождаването на този град от латинската власт самочувствието му нараства, той се провъзгласява за император и достига до убеждението, че му е предопределено да изгони латинците от Константинопол и да седне на престола на византийските василевси. Същата цел преследва обаче и владетелят на Никейската империя Йоан III Дука Ватаций. За да подсигури своя тил, Теодор Комнин сключва съюз с Иван Асен II. След това епирските войски настъпват в Западна Тракия и завладяват редица градове, като Мосинопол, Ксанти, Грацианопол и Димотика. След това се насочват към Одрин, където по това време се намират никейските войски на Йоан III Дука Ватаций.
Вместо да обединят силите си за общи действия срещу Константинопол, двамата владетели влизат в конфликт помежду си. Теодор Комнин успява да изтласка никейците от Одрин и превзема града. След това епирските войски стигат до Виза. Латинците се затварят в Константинопол, но Теодор Комнин не се решава да обсади силната крепост, тъй като не разполага с флот, с чиято помощ да отреже водния път за продоволствия и подкрепления откъм Златния рог.
По това време настъпва и разривът в отношенията му с българите. Нарастващото влияние на Иван Асен II върху Сърбия и Латинската империя започва сериозно да безпокои епирския владетел. Особено подозрителни и опасни са за него стремежите на българския цар да се намеси във вътрешните работи на латинците и да стане опекун (василеопатор) на малолетния император Балдуин II, като му даде за съпруга дъщеря си Елена. Този план можел да осуети намеренията на Теодор Комнин и затова той насочва армията си срещу България, като се надява, че ще може да постигне бърза и лека победа.
Трудно е да се каже със сигурност дали Иван Асен II може би не е очаквал това нападение. Той тръгва срещу нашествениците вероятно с малобройна войска, в която са включени и 1000 кумани. Теодор Комнин разполага с видимо числено превъзходство, за което свидетелстват думите на Георги Акрополит, че той „тръгнал срещу българите, като събрал голяма войска, съставена от ромеи и италийци“. Срещата между двете войски, както съобщава същият автор, става на 9 март 1230 г. при река Клокотница, недалеч от днешно Хасково. Тук ромеите се разполагат на стан източно от реката, като преди това вероятно превземат близката крепост Трапезица. По предание се знае, че командният пункт на българския владетел се установява на хълма Хасара до днешното село Сталево. Сведенията на Георги Акрополит за развитието на сражението са съвсем оскъдни: „Теодор Комнин бил решително разгромен от българите и скитите (куманите). Бил пленен от враговете, той и мнозина от роднините му, от висшите длъжностни лица и знатните, заедно с всичките им вещи“. От следващия текст се вижда, че българите пленяват и много обикновени войници. От това личи, че българската войска успява да обкръжи противника, отрязвайки пътя му за бягство. 
Поражението на Теодор Комнин предизвиква бърза и неудържима разруха на обширната му, но вътрешно слаба държава. Без да срещнат каквато и да е съпротива, войските на Иван Асен II започват настъпление по всички направления и за кратко време стават господари на Одринска Тракия, на беломорската област от Галиполския полуостров до планината Олимп, а също и цяла Македония и Албания – от Пинд до Шкодренското езеро, а Сърбия от епирски отново става Български васал.
Иван Асен II постъпва необичайно хуманно за онази епоха, като освобождава повечето от пленените войници „...и ги отпратил по селата и градовете им...“. Освен това оставя в някои от завладените градове старите управители, като по този начин си подсигурява подкрепата на местните аристократи и велможи. Само в по-важните градове са поставени български гарнизони и нови ръководители на военните и финансовите ведомства. Също така местният клир е заместен с български духовници.
Голямата победа на българските войски е ознаменувана с възпоменателен надпис върху паметна мраморна колона, поставена в църквата Св. Четиридесет мъченици във Велико Търново, който гласи:
| „ | В лето 6738 [1230], индикт 3, аз, Йоан Асен, в Христа Бога верен цар и самодържец на българите, син на стария цар Асен, издигнах из основа и с живопис украсих докрай пречестната тази църква в името на светите 40 мъченици, с помощта на които в дванадесетата година от царуването си, в която година се изписваше този храм, излязох на война в Романия [Тракия] и разбих гръцката войска, а самия цар кир Теодор Комнин взех в плен с всичките му боляри. И цялата му земя от Одрин и до Драч превзех, гръцка, още и арбанашка [албанска] и сръбска; а пък градовете, които се намират около Цариград, и самия този град владееха фръзите [латинците], но и те се покоряваха под ръката [скиптъра] на моето царство, понеже нямаха друг цар освен мене и благодарение на мене прекарваха дните си [съществуваха], тъй като Бог така заповяда, понеже без Него нито дело, нито слово не се извършва. Нему слава вовеки, амин. | “ |

#### Войната с Унгария от 1232 – 1233 г.
Съюзът между България и Никея, насочен срещу Латинската империя, провокира репресивни мерки от страна на папата и Кралство Унгария. През 1232 г. унгарците превземат района на Белград и атакуват Средец (София), но са победени от цар Иван Асен II Александър. През 1233 г., под ръководството на бъдещия крал Бела IV, унгарците отново нахлуват, като този път завземат Малко или Западно Влашко (Олтения) и създават Северинския банат.
Не е ясно колко време унгарците успяват да задържат своите завоевания, но те са възстановени от Иван Асен II преди монголското нашествие от 1240 – 1241. И двата региона Белград и Банат на Северин са отново възстановени от Унгария през 1246 г.

#### Войната от 1235 – 1236 г.
След битката при Клокотница Иван Асен II практически става най-силният владетел на Балканския полуостров. Засилването на България започва да тревожи нейните съседи. Особено обезпокоени са латинците, които се страхуват за своята столица. Към 1231 г. отношенията между България и Латинската империя се изострят и поради това българският цар започва да укрепва южната граница. Обновена и допълнително укрепена е крепостта при Станимака (Асеновград) както личи от намерения там надпис. Като се отказват окончателно от намеренията си за съюз с българите, латинците избират за опекун на Балдуин II бившия йерусалимски крал Жан дьо Бриен и се свързват още по-здраво с папата.
Владетелят на Никейската империя Йоан III Дука Ватаци решава да потърси съюз с българите, за да бъде по-успешна борбата му с латинците. Към такъв съюз се стреми и Иван Асен II, тъй като се надява той да му донесе нови териториални придобивки. Преговорите завършват успешно и през 1235 г. в град Галиполи между двамата владетели е сключена спогодба, скрепена с брак между дъщерята на Иван Асен II Елена и сина на Ватаций Теодор II Ласкарис. Спогодбата предвижда да се признае пълната независимост на Българската църква, чийто глава – търновският архиепископ Йоаким – получава титлата „патриарх“. Така е възстановена разрушената от Василий II Българска патриаршия, като това означава окончателен отказ на българската държава от сключената през 1204 г. уния с Римската курия. Предвижда се съвместна борба срещу латинците за окончателното им прогонване от Тракия.
Военните действия започват още същата година, като българските и никейските войски нападат и завладяват Източна Тракия, след което тя е поделена между съюзниците съгласно предварително постигнатото между тях споразумение. Никейците получават Галиполския полуостров с град Малит и други градове по северозападното крайбрежие на Мраморно море, както и крепостта Кисос. Границата между тях и българите в Тракия се простира на запад до река Марица, а на изток до планината Ган и близо до крепостта Цурулон. Българите получават областите, намиращи се на север, т.е. голяма част от Източна и Южна Тракия със земите около Пловдив, които са присъединени към българската държава още след Клокотнишката битка.
След това съюзниците, към които се присъединява солунският владетел Мануил Комнин Дука, епирският деспот Михаил II Комнин и кумански отряди, се отправят към Константинопол и го обсаждат по суша и море. Според Алберик те действат с 300 бойни кораба, до 25 от тях са български. Това е първата организирана българска флота, корабостроителницата ѝ е била на Камчия. Латинската столица е сериозно застрашена. Император Балдуин II заминава за Франция, за да търси помощ. Отбраната на столицата е поверена на Жан дьо Бриен. Намесва се папата, който се опитва да склони унгарския крал Бела IV (1235 – 1270 г.) да подкрепи латинците, но не постига успех.
В началото на 1236 г. Жофроа II дьо Вилардуен, по това време владетел на Ахеа, се притича на помощ на обсадения Константинопол със 120 бойни кораба. Той успява да пробие морската блокада, като потопява 15 кораба и навлиза в Златния рог, след което настъпват зимните студове. При това положение съюзниците се оттеглят.
В историографията от XIX век се появяват твърдения, че Иван Асен II е построил 25 нови галери, но за това няма никакви първични източници. Съществуването на български флот не е изключено, но няма сведения той да е играл съществена военна роля. Освен това царят неколкократно отказва срещи със свои съюзници на азиатския бряг, вероятно опасявайки се от слабостта си във военноморско отношение.

#### Военните действия от 1237 г.
Скоро след неуспешната обсада на Константинопол Иван Асен II променя своята политика, прекъсва съюза си с Йоан III Дука Ватаци, сближава се с латинците и повежда заедно с тях обща борба за прокуждане на никейците от Тракия. Царят е подтикнат към тези си действия под заплахата от готвения с благословията на папата кръстоносен поход за спасяване на Латинската империя, както и от опасността от татарско нахлуване.
Под натиска на татарите през 1237 г. големи кумански отряди преминават Дунав и Стара планина, проникват в Източна Тракия и започват да я опустошават.
Българските войски, начело с Иван Асен II и латински войски обсаждат крепостта Цурулон, главна опора на никейците в Източна Тракия. В обсадата участват и кумански отряди. Никифор Тарханиот, който е начело на отбраната на града, успява да я организира добре и отблъсва настъпленията на обсадните войски. И все пак овладяването на крепостта остава въпрос на време.
Но съвсем неочаквано Иван Асен II получава известие за смъртта на царицата, на едно от децата си и на патриарха, вероятно дължаща се на чумната епидемия. Той възприема това нещастие като Божие наказание за нарушения договор с Никея, след което изгаря обсадните машини и бързо се завръща в столицата. Разбира се, не само личните мотиви го подтикват да прекрати военните действия, а преди всичко надвисналата над българските земи монголо-татарска опасност, която постепенно ще застраши почти цяла Европа. Латинците също се оттеглят. След тези събития Иван Асен II се помирява с никейците, но запазва добрите си отношения с латинците.
Междувременно, вероятно през 1239 г., последва кръстоносният поход, организиран от папата. Шестдесетхилядна католическа войска, преминала от северозапад през българските земи, напада никейците, които действат в Тракия, и превзема Цурулон. Две години след този поход през 1241 г. цар Иван Асен II умира след като по-рано същата година е разбил един отряд от монголо-татарските войски на хан Бату.
Племенницата на Иван Асен II, княгиня Велеслава, е дадена за съпруга на Кажимеж I, княз на Ополе (1178/79 – 13 май 1230). Българката е княгиня на Ополе през периода 1218 – 1231 г. Тя е майка на княгиня Ефросиния Ополска (ок. 1229 – септември 1292/93) и баба на полския крал Владислав I Локетек.

## Брак и потомство
Първата жена на Иван Асен II е Анна (по-късно постъпва в манастир като монахиня Анисия), която обаче така и не му става законна съпруга, неизвестно от какви съображения. От нея той има две незаконни дъщери:
- Мария, омъжена ок. 1225 г. за Мануил Комнин, брат на епирския деспот Теодор Комнин (1215 – 1230);
- Белослава († сл. 1285), омъжена ок. 1233 г. за Стефан Владислав, сръбски крал.

През 1221 г. Иван Асен II сключва брак с Анна-Мария Унгарска (* ок. 1204; † 1237), наследничка на Белград и Браничево, дъщеря на унгарския крал Андраш II. От този брак той има децата:
- Елена (* ок. 1224; † ок. 1254), омъжена 1235 г. за Теодор II Ласкарис (* 1222; † 1258), никейски император;
- Тамара (* сл. 1220);
- Калиман I Асен (* ок. 1232; † 1246), цар на България (1241 – 1246);
- Петър, умира като бебе.

От следващата си съпруга от 1237/1238 г. Ирина Комнина (монахиня Ксения), дъщеря на епирския деспот Теодор Комнин, той има децата:
- Ана-Теодора, омъжена за севастократор Петър;
- Мария, омъжена за Мицо Асен, български цар (1256 – 1257);
- Михаил II Асен (* ок. 1238; † убит 1257), цар на България (1246 – 1257), оженен 1255 г. за Елисавета Ростиславна († 1272 – 1298), руска княгиня.

## Икономически и културен възход
Превръщането на България в първостепенна сила в Югоизточна Европа дава тласък на икономически и културен възход. Следвайки политиката на предшествениците си – Иван Асен I и Калоян, цар Иван Асен II пренася мощите на света Петка Търновска в столицата си, строи църкви и се грижи за украсата им.
Дълго време се в българската наука се предполага, че Иван Асен II е първият български владетел, за когото е известно, че е сякъл собствени монети, и се счита, че той е единственият средновековен православен владетел, с изключение на византийските императори, сякъл златни монети със своя лик и титла. В по-ново време обаче това твърдение е оспорено от намерена монета в Ермитажа, за която се предполага, че е на цар Петър I (927 – 970). Някои учени допускат, че Иван Асен II не създава, а възстановява българското монетосечене след края на византийската власт по българските земи. Така напр. са налични сведения от византийския историк Скилица-Кедрин за влизането на Василий II в Охрид по време на завоеванието на България.
След победата от 1235 г. царят дарява щедро монашеските обители на Света Гора, за което свидетелства патриарх Евтимий в „Житие на Петка Търновска“. От златопечатните грамоти, издадени от името на Иван Асен II за тези манастири, е запазена само тази за Ватопед („Ватопедска грамота“). Съхранена е и грамотата, даваща право на дубровнишките търговци за свободна търговия в земите на Българското царство („Дубровнишка грамота“). Особен интерес в нея представлява изброяването на подвластните на царя области: Видинска, Браничевска, Белградска, Търновска, Загорска, Преславска, Карвунска, Крънска, Одринска, Скопска, Прилепска, Деволска и Арбанашка.
За могъществото и престижа на българския владетел свидетелства неговият златен печат, където царят е представен с всички символи на властта. Надписът на български гласи: „Йоан Асен, цар на българите и гърците“.

## Родословие
|  |                                                |  |  |  |  |  |  |  |  |  |  |  |  |  |  |  |
|  | Асен (родоначалник на династията Асеневци)     |  |  |  |  |  |  |  |  |  |  |  |  |  |  |  |
|  |                                                |  |  |  |  |  |  |  |  |  |  |  |  |  |  |  |
|  |                                                |  |  |  |  |  |  |  |  |  |  |  |  |  |  |  |
|  | Иван Асен I                                    |  |  |  |  |  |  |  |  |  |  |  |  |  |  |  |
|  |                                                |  |  |  |  |  |  |  |  |  |  |  |  |  |  |  |
|  |                                                |  |  |  |  |  |  |  |  |  |  |  |  |  |  |  |
|  | Иван Асен II                                   |  |  |  |  |  |  |  |  |  |  |  |  |  |  |  |
|  |                                                |  |  |  |  |  |  |  |  |  |  |  |  |  |  |  |
|  |                                                |  |  |  |  |  |  |  |  |  |  |  |  |  |  |  |
|  | Урош I                                         |  |  |  |  |  |  |  |  |  |  |  |  |  |  |  |
|  |                                                |  |  |  |  |  |  |  |  |  |  |  |  |  |  |  |
|  |                                                |  |  |  |  |  |  |  |  |  |  |  |  |  |  |  |
|  | Завида                                         |  |  |  |  |  |  |  |  |  |  |  |  |  |  |  |
|  |                                                |  |  |  |  |  |  |  |  |  |  |  |  |  |  |  |
|  |                                                |  |  |  |  |  |  |  |  |  |  |  |  |  |  |  |
|  | Анна Диогениса                                 |  |  |  |  |  |  |  |  |  |  |  |  |  |  |  |
|  |                                                |  |  |  |  |  |  |  |  |  |  |  |  |  |  |  |
|  |                                                |  |  |  |  |  |  |  |  |  |  |  |  |  |  |  |
|  | Стефан Неманя                                  |  |  |  |  |  |  |  |  |  |  |  |  |  |  |  |
|  |                                                |  |  |  |  |  |  |  |  |  |  |  |  |  |  |  |
|  |                                                |  |  |  |  |  |  |  |  |  |  |  |  |  |  |  |
|  | Елена (Иван Асен I)                            |  |  |  |  |  |  |  |  |  |  |  |  |  |  |  |
|  |                                                |  |  |  |  |  |  |  |  |  |  |  |  |  |  |  |
|  |                                                |  |  |  |  |  |  |  |  |  |  |  |  |  |  |  |
|  | наследник на Роман IV Диоген и Анна Алусиан ?  |  |  |  |  |  |  |  |  |  |  |  |  |  |  |  |
|  |                                                |  |  |  |  |  |  |  |  |  |  |  |  |  |  |  |
|  |                                                |  |  |  |  |  |  |  |  |  |  |  |  |  |  |  |
|  | Ана Неманя                                     |  |  |  |  |  |  |  |  |  |  |  |  |  |  |  |
|  |                                                |  |  |  |  |  |  |  |  |  |  |  |  |  |  |  |
|  |                                                |  |  |  |  |  |  |  |  |  |  |  |  |  |  |  |
|  | наследница на Роман IV Диоген и Анна Алусиан ? |  |  |  |  |  |  |  |  |  |  |  |  |  |  |  |
|  |                                                |  |  |  |  |  |  |  |  |  |  |  |  |  |  |  |
|  |                                                |  |  |  |  |  |  |  |  |  |  |  |  |  |  |  |

## Памет
- На Иван Асен II е наречена улица в София (Карта).
- Името на Иван Асен II носят морският нос и заливът Цар Иван Асен на остров Смит, Южни Шетлъндски острови, Антарктика.[21]
- Иван Асен II е герой на множество съвременни художествени произведения, сред които историческата драма „Борислав“ на Иван Вазов и базираната на нея опера „Борислав“ на Георги Атанасов